# Fluid Science Laboratory

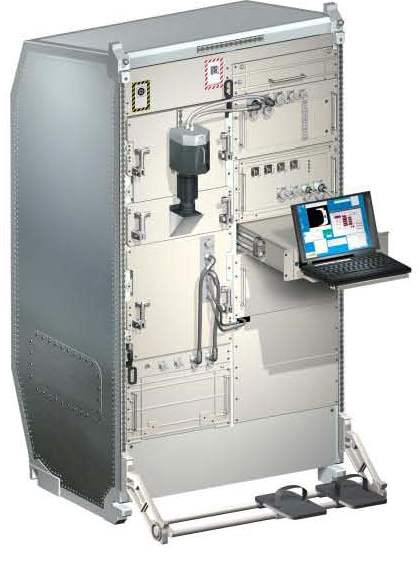
Representació artística de la Fluid Science Laboratory com apareix en el mòdul Columbus de l'Agència Espacial Europea a l'Estació Espacial Internacional.

El Fluid Science Laboratory és una càrrega útil científica europea (ESA) dissenyada per a l'ús al Columbus construït per Alenia Aeronautica Spazio i OHB-System. Es tracta d'un equip multi-usuari per dur a terme investigacions de física de fluids en condicions de microgravetat. Pot ser operat en la seva totalitat o en mode semiautomàtic i pot controlar-se a bord per astronautes de l'ISS, o des de terra en l'anomenat mode telesciència.
L'objectiu principal de la realització d'experiments de ciència de fluids a l'espai és l'estudi de fenòmens dinàmics en absència de forces gravitatòries. Sota microgravetat aquestes forces s'eliminen gairebé per complet el que redueix significativament l'impuls per la gravetat de la convecció, sedimentació i estratificació i pressió de fluids estàtics, permetent l'estudi dels efectes de dinàmica de fluids normalment emmascarats per gravetat. Aquests efectes inclouen la difusió controlada de calor i la transferència de massa.
L'absència de la convecció per gravetat elimina els efectes negatius dels gradients de densitat (distribució de la massa no homogènia) que sorgeixen en processos de tractament tèrmic, les transicions de fase, el transport difusiu o reacció química. La convecció en els processos terrestres és un fort factor pertorbador, amb efectes rarament predictibles amb gran precisió i que dominen la calor i transferència de massa en fluids.
La capacitat de controlar amb precisió aquests processos segueix sent limitada i la seva comprensió completa requereix més investigació fonamental mitjançant la realització de models d'experiments ben definits per desenvolupar i provar teories relacionades sota condicions de microgravetat. Això ha de facilitar l'optimització dels processos de fabricació a la Terra i millorar la qualitat de productes d'alt valor, com ara semiconductors.
El Fluid Science Laboratory ocupa plenament un International Standard Payload Rack. El Facility Core Element consisteix d'un Optical Diagnostics Module i un Central Experiment Module on els contenidors d'experiments s'insereixen i s'operen seqüencialment.
El Optical Diagnostics Module agrupa els equips per a l'observació visual i interferomètrica, la seva electrònica de control, els punts de fixació i les interfícies per les Front Mounted Cameras. El Central Experiment Module es divideix en dues parts:
- La primera part conté l'estructura de la suspensió dels Contenidors d'Experiments, incloent-hi totes les interfícies funcionals i equips òptics, i està dissenyat per a ser tirats cap a fora del bastidor per permetre la inserció i extracció del Contenidor d'Experiment.
- La segona part conté tot l'equip de diagnòstic i de la il·luminació de la seva electrònica de control per al comandament i seguiment dels components electromecànics i optomecànics. El Facility Core Element es complementa amb sub-sistemes funcionals per a la distribució d'energia, el control del medi ambient condicionat, processament de dades i gestió.

Els experiments han de ser integrats en un FSL Experiment Container (FSL EC). Amb una massa típica de 25–30 kg, una massa màxima de 40 kg, i les dimensions estàndard de 400x270x280 mm, l'EC proporciona un ampli espai per acomodar el conjunt de cel·les de fluids, incloent-hi qualsevol process stimuli necessari i electrònica dedicada.
Per a l'observació dels experiments del Fluid Science Laboratory s'inclou:
- Dos eixos d'observació visual amb la imatge electrònica i fotogràfica de suport a través de Front Mounted Cameras que proporcionen imatges d'alta velocitat juntament amb alta resolució i gravació de color;
- Il·luminació d'antecedents, foli i prenc amb llum blanca i monocromàtica (làser);
- Velocímetre d'imatges de partícules, inclosos els marcadors de cristall líquid per a la velocimetria simultània i termometria;
- Mapa termogràfic (infraroig) de superfícies lliures de líquids;
- Observació interferomètrica en dos eixos per interferòmetres convertibles amb alineació activa:
  - Interferòmetre hologràfic;
  - Wollaston - interferòmetre de cisallament;
  - Mode Schlieren combinat amb el mode de cisallament;
  - Electronic Speckle Pattern Interferometer.

El Flight Support Equipment com ara recanvis, eines especials i consumibles (per exemple, productes de neteja),Front Mounted Cameras i Optical Reference Targets per a l'experimentació i calibratge de diagnòstic també estarà disponible a bord per donar suport als experiments dels clients
Una sèrie de millores, en part com a resultat dels avenços tecnològics, es troben actualment sota investigació. Una decisió per a la seva execució es tindran en un futur pròxim. La més notable d'elles és la Microgravity Vibration Isolation Subsystem (MVIS) desenvolupat per l'Agència Espacial Canadenca. Els científics poden optar per activar el MVIS per aïllar (via levitació magnètica) l'experiment i el diagnòstic òptic de l'estació espacial per pertorbacions jitter-g.
FSL s'opera d'acord amb el concepte d'operació de càrrega útil descentralitzada de l'ESA. El Facility Responsible Centre (FRC) pel FSL és MARS, situat a Nàpols, Itàlia.

## Galeria

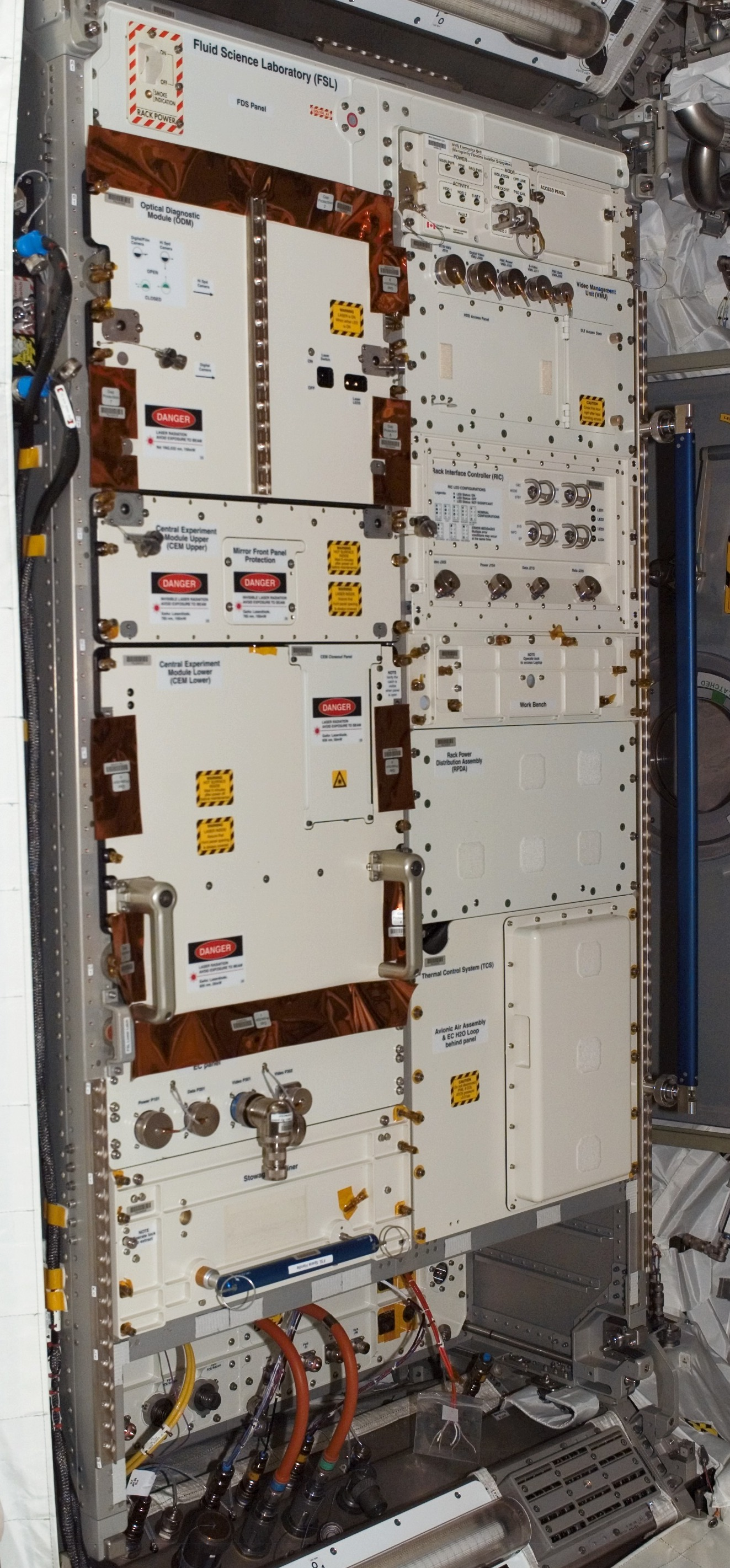
NASA Imatge: ISS016E031567 - El Fluid Science Laboratory instal·lat al laboratori Columbus. Imatge presa durant l'Expedició 16.
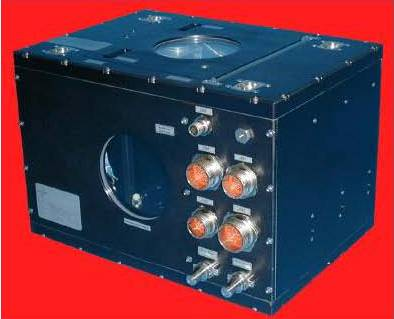
El contenidor d'experiment que contindrà l'experiment s'insereix en el Fluid Science Laboratory per a l'execució del protocol científic.